# Trifone Gabriel
Pour les autres membres de la famille, voir Famille Gabrieli.
Trifone Gabriel (20 novembre 1470, San Polo di Piave – 20 octobre 1549, Venise) était un humaniste italien.

## Biographie
Il naquit dans la région de Trévise, fils de Bertucci et de Diana Pizzamano, des patriciens vénitiens descendant d’une illustre famille originaire de Gubbio dont une branche était venue s’installer dans la région avant 1310.
Il était un proche ami de Pietro Bembo qu’il connaissait depuis l’adolescence et dont l’amitié allait perdurer jusqu’à la mort de ce dernier en 1547. Il s’occupa dans sa jeunesse de quelques charges publiques dans l'administration de la République, mais il se résolut bientôt à se consacrer à la carrière ecclésiastique. L’autorité, la rectitude morale et l’étendue des connaissances lui ouvrirent la possibilité d'accéder à des postes prestigieux, tels que ceux qu’évêque de Trévise ou de patriarche de Venise, postes qui lui furent offerts mais qu'il refusa, leur préférant une vie consacrée au savoir, à la simplicité et à la contemplation. Il se présenta devant le Sénat, qui lui avait offert le poste de patriarche, pour le remercier en ces mots : « Je remercie l'illustre Sénat, ceux qui ont voulu de moi, comme ceux qui ne l’ont pas voulu. Ceux-ci parce qu’ils croyaient bien faire, ceux-là parce qu’ils ont bien fait ».
Il mena une vie tranquille dans ses propriétés de Bassano ou de Padoue, tout comme dans la villa de Ronchi où celle de Tergolino — laquelle se trouvait près de celle de Bembo —, ou encore dans ses propriétés de Venise et son jardin à Murano, où il se réunissait avec ses amis humanistes avec qui il faisait la lecture de grands auteurs, antiques comme contemporains, parlant de science et de philosophie, discutant et débattant de ces sujets. Il avait reçu, grâce à Bembo, une dispense spéciale en 1515 pour lire des livres « païens ».
Nombreux étaient ceux qui avaient recours à ses enseignements et à ses conseils, étudiants comme intellectuels, parmi lesquels on peut citer Sperone Speroni, Francesco Sansovino, Pietro Bembo, Giovanni Della Casa, Giovanni Borgherini, Ludovico Ariosto, Bernardo Tasso, Gaspara Stampa, Vittore Soranzo (it), Benedetto Varchi, Pierre l'Arétin, Giulio Camillo, Girolamo Muzio et son lointain cousin le cardinal Gabriele de' Gabrielli.
Brillant philologue et linguiste, il fut considéré comme l’un des « maîtres de la langue » qui contribuèrent, durant les XVe et XVIe siècles, à la codification de la langue italienne, tant parlée qu'écrite, à travers l’étude rigoureuse des textes majeurs du XIVe siècle, particulièrement les écrits de Dante et de Pétrarque.
Il fut qualifié de « Socrate de Venise » car, comme Socrate, il ne laissa aucun écrit, préférant instruire ses élèves par l’oral. 
Ses leçons pallièrent à la fermeture de l’université de Padoue par la ligue de Cambrai. Homme modeste, il refusa toute publication en son nom et refusa également tout titre, excepté celui de messire. Il méprisait les richesses et les honneurs, cherchant toujours à être simple dans ses manières comme dans ses tenues vestimentaires.
Arrivé à un âge avancé, il mourut dans la nuit du 19 au 20 octobre 1549, « plus à cause du jeun que de la fièvre » comme l’a dit Pierre l'Arétin, et fut inhumé dans l’église Santa Maria Celeste de Venise.

## Vie privée
Trifone ne se maria jamais et n’eut aucun enfant. Mais il était particulièrement proche de son neveu Jacopo (ou Giacomo) Gabrielli (1510 - 1550), lequel fut le principal divulgateur de l’œuvre de son oncle. Trifone avait pour frère Angelo Gabrielli, qui avait accompagné Pietro Bembo lorsque de son voyage à Messine (de mai 1492 à juillet 1494). Ensemble, ils avaient gagné la Sicile pour étudier le grec avec Constantin Lascaris et avaient fait l’ascension de l’Etna. À leur retour, Bembo écrivit son premier ouvrage, De Aetna, lequel était dédicacé à Angelo Gabrielli ; l'éditeur Francesco Griffo utilisa pour l’occasion un caractère qu’il baptisa Bembo.

## L’œuvre
Il est difficile d’analyser son œuvre, tant par la grande variété des thèmes abordés que par l’absence d’écrits émanant de sa personne. Ses idées étant seulement retranscrites sous forme de dialogues.
Ses travaux linguistiques et philologiques furent sans nul doute capitaux. Il commenta longuement la Divine Comédie de Dante Alighieri, comme dans Paroles prononcées par Trifone Gabriello sur l'art de Dante et de son poème ou encore Remarques faites par messire Trifone à Bassano, retrouvées par Luigi Maria Rezzi (it) dans la Bibliothèque Barberiniana en 1826.
On peut également mentionner les travaux linguistiques de son neveu, Institutions de la grammaire vulgaire et Règles grammaticales, qui furent certainement écrites sous l’influence de son oncle.
Sa pensée stylistique est décrite dans De l'imitation poétique de Bernardino Partenio. L’œuvre se présente sous la forme d’un dialogue entre Trifone, Gian Giorgio Trissino et Paul Manuce, qui cherchent le bien-fondé et les limites de l'imitation littéraire, un principe dont l'autorité tendit progressivement à disparaître et longuement discuté entre les artistes de la Renaissance.
Il avait une grande estime pour l’œuvre de Pétrarque et pour celle de son ami Bembo, lequel lui fit envoyer pour correction sa Prose écrite en langue vulgaire (it) (1525). Trifone fut également un protagoniste du dialogue De la poésie de Bernardino Daniello. À noter aussi quelques commentaires d’auteurs classiques, comme pour les De officiis et Somnium Scipionis de Cicéron, présents dans la Bibliothèque ambroisienne de Milan. Bien que n’étant pas signés, certains commentaires semblent être des transcriptions de ses leçons par un de ses disciples.
Il explora tout aussi bien le domaine des sciences, et particulièrement l’astronomie. Sa pensée est exposée dans Dialogo […] nel quale de la sphera, et de gli orti et occasi de le stelle, minutamente si ragiona publié en 1545 par son neveu, ainsi que Sferetta (« Petite sphère »), appendice aux Tables du monde et de la sphère de Giason Denores (1582). Les deux œuvres constituent des traités où l'astronomie, l'astrologie, la théologie et la philosophie se rejoignent, toujours influencés par la pensée ésotérique de la Renaissance, mais basés sur des observations scientifiques.
Il s’intéressa aussi à la politique. Sa pensée à ce sujet est exposée dans De la République vénitienne de Donato Giannotti (1540), se présentant comme un dialogue se déroulant à Padoue, dans la maison de Pietro Bembo, opposant Trifone Gabrielli à son élève favori, le Florentin Giovanni Borgherini. Œuvre qui fait l’éloge de la république de Venise.  
Enfin, sur le plan poétique, Trifone Gabriel est l’auteur de quelques sonnets dont l’un fut écrit pour les funérailles de son camarade Pietro Bembo.

## Iconographie
Trifone Gabrielli aurait été peint par le Giorgione au côté de son élève Giovanni Borgherini dans le tableau intitulé Giovanni Borgherini et son maître (it), aujourd’hui exposé à la National Gallery of Art de Washington.